# Solange I
Internationale Handelsgesellschaft mbH проти Einfuhr- und Vorratsstelle für Getreide und Futtermittel (Справа 11/70) — справа ЄС і конституційного права Німеччини щодо конфлікту права між національною правовою системою та законами Європейської Унії.

## Зміст
Загальна сільськогосподарська політика дозволяла експорт лише тим експортерам, які отримали ліцензію на експорт під грошовий депозит, який міг бути конфіскований, якщо вони не здійснили експорт протягом терміну дії ліцензії. Internationale Handelsgesellschaft mbH стверджувала, що система ліцензування була непропорційним порушенням їхнього права на ведення бізнесу згідно з конституцією Німеччини (Grundgesetz), оскільки вона робила більше, ніж було необхідно для досягнення суспільної мети.
Німецький адміністративний суд (Verwaltungsgericht) звернувся до Суду Справедливости.

## Вирок

### Суд Справедливости
Суд Справедливости постановив, що дійсність заходів ЄУ не може бути оскаржена на підставі норм або концепцій національного законодавства, навіть якщо це є порушенням основних положень про права людини в конституції країни-члена. Проте законодавство Європейських Спільнот поважало основні права, як і в системах держав-членів. Але тут не було порушення основних прав.
|  | 3. Звернення до правових норм або концепцій національного законодавства для того, щоб судити про обґрунтованість заходів, прийнятих інституціями Спільноти, мало б негативний вплив на одноманітність та ефективність права Спільноти. Про обґрунтованість таких заходів можна судити лише у світлі права Спільноти. (...) 4. Проте слід перевірити, чи не було знехтувано будь-якою аналогічною гарантією, властивою законодавству Спільноти. Насправді повага до основних прав є невід’ємною частиною загальних принципів права, які захищає Суд. Захист таких прав, натхненний конституційними традиціями, спільними для держав-членів, має бути забезпечений у рамках структури та цілей Спільноти. Таким чином, у світлі сумнівів, висловлених Verwaltungsgericht, необхідно з’ясувати, чи система депозитів порушила права фундаментального характеру, повага до яких повинна бути забезпечена в правовій системі Спільноти. |

Потім справу повернули до німецького адміністративного суду (Verwaltungsgericht). Враховуючи конфлікт, з яким він потенційно зіткнувся, він звернувся до Конституційного суду Німеччини з проханням винести рішення.

### Конституційний суд Німеччини
Конституційний суд Німеччини ( Bundesverfassungsgericht ) постановив, що поки захист основних прав є очевидним, він не розглядатиме дії ЄУ детально.
|  | Стаття 24 Конституції стосується передачі суверенних прав міждержавним установам. Це... не відкриває шляху до зміни основної структури Конституції, яка становить основу її ідентичности, без формального внесення змін до Конституції, тобто не відкриває жодного такого шляху через законодавство міждержавної інституції.... [...] Але стаття 24 Конституції обмежує цю можливість, оскільки вона скасовує будь-яку поправку до Договору, яка б знищила ідентичність дійсної конституційної структури Федеративної Республіки Німеччини шляхом посягання на структури, які її складають... [...] Спільноті все ще бракує демократично легітимного парламенту, обраного прямим загальним голосуванням, який має законодавчі повноваження і перед яким органи Спільноти, уповноважені приймати закони, несуть повну відповідальність на політичному рівні. Йому досі бракує, зокрема, кодифікованого каталогу основних прав, суть якого надійно й однозначно зафіксована на майбутнє так само, як і суть Конституції... [...] Таким чином, тимчасово, у гіпотетичному випадку конфлікту між правом Спільноти та... гарантіями основних прав у Конституції... гарантія основних прав у Конституції має перевагу, доки компетентні органи Спільноти не усунуть колізію норм відповідно до механізму Договору. |

## Значимість
Справа важлива, оскільки в ній розглядається те, що, здається, є одним із найскладніших викликів, з якими стикається визнання верховенства європейського права в рамках німецького правового порядку, тобто можливість конфлікту між зобов’язанням європейського права та основним правом, захищеним Конституцією Німеччини. Як стверджував Вайлер, було практично неможливо, щоб національні суди визнали верховенство європейського права без гарантії захисту прав людини. У цьому світлі значення Internationale Handelsgesellschaft полягало в тому, що Європейський суд сам взяв на себе роль захисту фундаментальних прав осіб у європейському правовому порядку, дозволяючи Конституційному суду Німеччини прийняти поступливий підхід до постійного розвитку верховенства європейського права в німецькому правопорядку.
Однак такий підхід до справи може надмірно підкреслити чутливість і складність проблеми. Рішення Конституційного суду Німеччини щодо можливих конфліктів між договірними зобов’язаннями та конституційними правами Німеччини протягом післявоєнної епохи демонструють, що Суд був надзвичайно обережним у висновках про те, що договірні зобов’язання Німеччини порушують основні права, захищені Конституцією Німеччини, і що Конституційний суд Німеччини постійно намагався задовольнити конституційність таких договірних зобов’язань з 1950-х років.
Згодом у справі Re Wünsche Handelsgesellschaft система ліцензування імпорту ЄУ була оскаржена в німецькому суді, але Суд ЄС визнав її дійсною, BVerfGE переглянув свій підхід. Він постановив, що оскільки з 1974 року Європейський Суд Справедливости розробив захист основних прав, декларації щодо прав і демократії були зроблені інституціями Спільноти, а всі держави-члени ЄС приєдналися до Європейської конвенції з прав людини, він більше не буде ретельно перевіряти законодавство ЄУ у кожному випадку. Там було сказано:
|  | Зважаючи на ці події, слід вважати, що до тих пір, поки Європейські Спільноти, і зокрема прецедентне право Європейського Суду Справедливости, загалом забезпечують ефективний захист основних прав проти суверенних повноважень Спільнот, який слід розглядати як суттєво подібний до захисту основних прав, якого беззастережно вимагає Конституція, і оскільки вони загалом захищають основний зміст основних прав, Федеральний конституційний суд більше не здійснюватиме свою юрисдикцію щодо вирішувати щодо застосовності вторинного законодавства Спільноти, яке цитується як правова основа для будь-яких актів німецьких цивільних судів або органів влади в межах суверенної юрисдикції Федеративної Республіки Німеччини, і воно більше не переглядатиме таке законодавство за стандартом основних прав, що містяться в Конституції. |

Це рішення широко відоме як рішення у справі Solange II.